# Pino d'Asti
Pino d'Asti (Ël Pin d'Ast in piemontese) è un comune italiano di 227 abitanti della provincia di Asti in Piemonte.

## Geografia fisica
Quasi al confine con la provincia di Torino, all'estremo nord-ovest dell'Astigiano su una dorsale posta tra due piccole valli si adagia su una dolce collinetta il paese di Pino d'Asti.
Per giungere fino al comune è necessario prendere la provinciale per Castelnuovo Don Bosco - Gallareto che si innesta sulla statale 258 Asti-Chivasso; le stazioni ferroviarie più vicine sono Montechiaro d'Asti, sulla Asti-Chivasso e Chieri, dove si diparte una linea per Torino.

## Origini del nome
L'origine del nome dell'abitato è certa: deriva infatti dalla presenza di pini nel territorio. Da fonti antiche è citato come Pinetum.

## Storia
Pino d'Asti, nei secoli passati era chiamato Pino di Castelnuovo per la vicinanza a quest'ultimo, fin dall'Alto Medioevo, risulta compreso nel comitato del Monferrato: il feudo è attribuito prima ad una famiglia che prende il nome dalla località, poi ai signori di Cocconato che lo tengono per più di tre secoli, esattamente tra la prima metà del Quattrocento e il 1770. Da allora in poi, tuttavia parteciperanno al dominio dei Cocconato altre famiglie, fra cui gli Avogadro, e gli Appiani; nel Settecento, con i conti di Cocconato fuori gioco, intervengono altre casate: i Freylino (o Freylin), conti di Pino e di Buttigliera, signori di Aramengo e gli Scozia, che si divino in parti uguali i diritti feudali, lasciando solo alcune parti minori ad altri titolari. Dagli Scozia il castello passa per eredità ai Viani d'Ovrano e quindi ai de Rege di Donato.

### Simboli
Lo stemma e il gonfalone del comune di Pino d'Asti sono stati concessi con decreto del presidente della Repubblica del 30 ottobre 2008.
Il gonfalone è un drappo di bianco con la bordatura di verde.

## Monumenti e luoghi d'interesse
Testimone del passato spicca oggi il Castello. Posto sulla sommità del colle, attorno a cui si aggrappano le case del paese. Anche se risale all'epoca medioevale, forse al XIII secolo, è stato quasi completamente restaurato nel Seicento e nel Settecento. Ancora nel Novecento ha subito profonde modifiche prima di essere posto a vincolo dalla Belle Arti nel 1944, e ha visto il crollo della torre grande circolare che lo caratterizzava: oggi si presenta in parte intonacato di recente, quindi il suo aspetto complessivo ricorda poco il tipo dei castelli medioevale, almeno per quanto riguarda la facciata verso sud.
La Parrocchiale della Madonna del Carmine è attualmente un edificio in stile neogotico eretto nel 1899 da Giuseppe Gallo sul luogo dove sorgeva l'antica chiesa, restaurata fra il XVIII ed il XIX secolo. Vicino ad essa si innalza l'elegante campanile barocco di impronta vittoniana, in cotto nella parte superiore su di un basamento per lo più costituito da materiale lapideo.

## Società

### Evoluzione demografica
Abitanti censiti

## Economia
Il terreno, ricco di fossili era in passato adatto all'estrazione della calce, ma oggi tale attività è scomparsa. Invece l'agricoltura è ancora praticata e fornisce in particolare ottimi vini (fra cui Freisa e Malvasia) ma anche ciliegie ben note nella provincia.
Una volta era praticata la coltura dell'olivo; oggi rimangono solo alcuni bellissimi e rigogliosi esemplari situati in punti ben riparati. Secondo la testimonianza del De Canis, nell'opera Coreografia Astigiana, la coltura dell'olivo era alquanto diffusa fin dagli inizi del XVIII secolo; a conferma la presenza di un antico frantoio nel recinto del castello.

## Cultura

### Festa patronale
La festa patronale della Madonna del Carmine, ricorrente il 16 luglio, viene celebrata la domenica precedente o la domenica successiva.

## Amministrazione

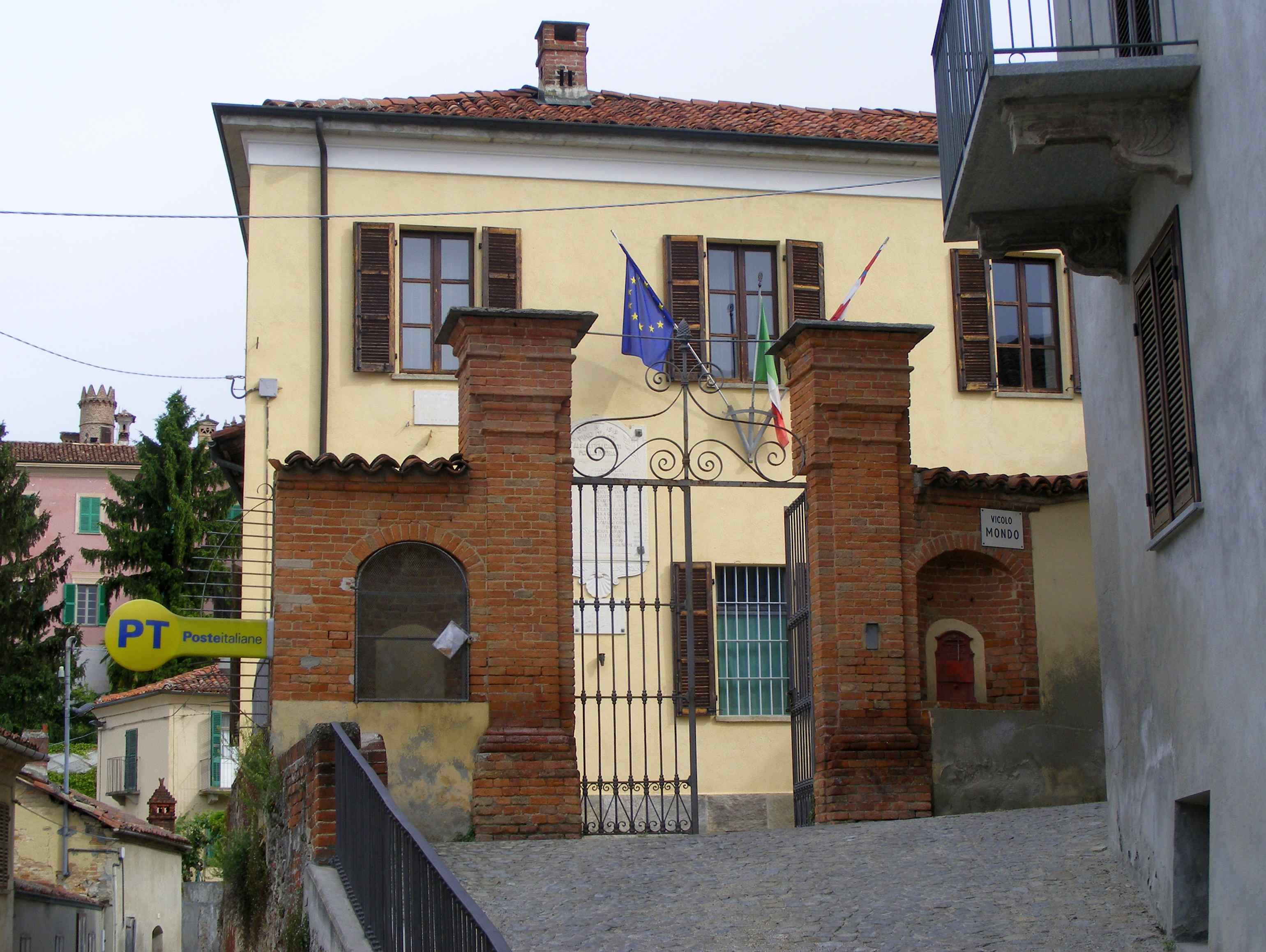
Il municipio

Di seguito è presentata una tabella relativa alle amministrazioni che si sono succedute in questo comune.
| Periodo        | Periodo        | Primo cittadino      | Partito                             | Carica  | Note  |
| -------------- | -------------- | -------------------- | ----------------------------------- | ------- | ----- |
| 4 giugno 1985  | 20 maggio 1990 | Emilio Berra         | Democrazia Cristiana                | Sindaco | [ 6 ] |
| 20 maggio 1990 | 24 aprile 1995 | Emilio Berra         | Democrazia Cristiana                | Sindaco | [ 6 ] |
| 24 aprile 1995 | 14 giugno 1999 | Giorgio Ferrero      | centro                              | Sindaco | [ 6 ] |
| 14 giugno 1999 | 14 giugno 2004 | Romano Delmastro     | lista civica                        | Sindaco | [ 6 ] |
| 14 giugno 2004 | 8 giugno 2009  | Giuseppe Cirio       | lista civica Insieme per cambiare   | Sindaco | [ 6 ] |
| 8 giugno 2009  | 26 maggio 2014 | Giuseppe Cirio       | lista civica Insieme per cambiare   | Sindaco | [ 6 ] |
| 26 maggio 2014 | 27 maggio 2019 | Aldo Maria Marchisio | lista civica Tradizione e progresso | Sindaco | [ 6 ] |
| 27 maggio 2019 | in carica      | Aldo Maria Marchisio | lista civica Uniti per Pino d'Asti  | Sindaco | [ 6 ] |